# Sit´kowo (obwód iwanowski)
Sit´kowo (ros. Ситьково) – wieś (dieriewnia) w Rosji, w obwodzie iwanowskim, w rejonie rodnikowskim. W 2010 liczyła 208 mieszkańców.